# Тарасюк Микола Михайлович
Тарасюк Микола Михайлович. — (нар. 1 червня 1957 року, с. Ломачинці Сокирянський район Чернівецька область -+ 28 липня 2004 року, м. Чернівці. Український військовик. Учасник Афганської війни (1979—1989). Майстер спорту з боротьби дзюдо.

## Життєпис
Микола Тарасюк народився в придністровському селі Ломачинці Сокирянського району Чернівецької області (Україна) у сім'ї Михайла і Катерини Тарасюків. Закінчив Ломачинецьку середню школу, був відмінником бойової і політичної підготовки під час строкової служби в Радянській Армії. Закінчив Чернівецький технікум радянської торгівлі, наслідуючи приклад старшого брата Василя, який нині депутат Державної Думи Федеральних Зборів Російської Федерації.
Волею долі Микола Тарасюк став офіцером Радянської Армії, був учасником Афганської війни (1979—1989). Після важкого поранення демобілізований з рядів Збройних Сил. Поступив у Київський торгово-економічний інститут, де студенту-капітану М. М. Тарасюку було вручено бойову нагороду — орден Червоної Зірки.
Підполковник запасу, майстер спорту з боротьби дзюдо після тривалої і важкої хвороби помер 28 липня 2004 року в Чернівцях, похований в рідному селі Ломачинці.

## Відзнаки, нагороди
- Почесний громадянин села Ломачинці (посвідчення № 8).
- Орден Червоної Зірки.
- Медаль «За відвагу».
- Медаль «За бойові заслуги».

## Благодійництво
Як і старший Брат Василь Тарасюк актично долучався до справ блогоустрою, упорядкування рідного села. Спонсорував на будівництво Свято-Михайлівської церкви 3000 доларів, 500 доларів передав на спортивну форму для місцевої футбольної команди, підтримав видання книжок Ю. Гусара «Пароль: „Біла стрічка“ про командира партизанського загону майора Ф. Г. Хайрутнінова, який у січні 1944 року загинув на території Сокирянського району та „Зірки не гаснуть“ — про видатних митців Буковини, чиї імена занесені на „Алею зірок“ у Чернівцях…

## Душа поезії бажала
Залишилась невиданою книга поезій Миколи Тарасюка у яких і любов, і смуток, і тривога… Як, наприклад, у цьому вірші: Среди цветов в тиши ночной, / Кувшин поставил я. / И одиноко пью вино, / И друга нет со мной. / Но в собутыльники луну / Позвал я в добрый час, / И тень свою я пригласил / И стало трое нас.
Цей мужній і життєрадісний чоловік часто приходив до пам'ятника воїнам-афганцям на проспекті Незалежності в Чернівцях, читав вірші бойовим побратимам, клав великий букет троянд до обеліска, на якому викарбувано 56 імен буковинців, які не порнулися живими додому…